# بخش ولور
بخش ولور (به انگلیسی: Vellore district) یک بخش در هند است که در تامیل نادو واقع شده‌است. بخش ولور ۶٬۰۷۷ کیلومتر مربع مساحت و ۳٬۹۳۶٬۳۳۱ نفر جمعیت دارد.